# Grupa północnokarpacka
Grupa północnokarpacka – jednostka kulturowa datowana na epokę żelaza późny okres wpływów rzymskich oraz wczesny okres wędrówek ludów. Obejmowała tereny nad górnym Sanem. Duży wpływ na wydzielenie tej jednostki miała ekspansja terytorialna plemienia Kaprów. Ludność grupy północnokarpackiej charakteryzują:
- wysoko położone niewielkie osady
- podobieństwa w inwentarzu do ludności zamieszkującej tereny środkowego Dunaju oraz południowo-wschodniej Europy.

Osadnictwo tej grupy występowało także w północnej Słowacji.